# Tramway de Jersey Shore
Ne doit pas être confondu avec Jersey Railways & Tramways.
Les tramways de Jersey Shore formaient un réseau américain de transport urbain situé à Jersey Shore en Pennsylvanie.

## Localisation et bref historique de la ville
Jersey Shore est situé sur la branche ouest de la rivière Susquehanna. Les premiers émigrants arrivèrent en 1772 sur la rive opposée à Fort Antes. Mais c'est l'arrivée des deux frères Manning vers 1785 qui allait décider de l'établissement du village et de son nom. En effet, le nom du village, étrange pour une commune établie au milieu de l'État de Pennsylvanie, vient du fait que Reuben et Jeremiah Manning provenaient du comté d'Essex dans le New Jersey. Les habitants de l'autre rive, venant eux de Long Island, entretenaient une forte rivalité et surnommèrent le lieu « Jersey Shore », pourtant officiellement dénommé Waynesburg. Au fil des ans, le surnom prit le pas sur le nom et c'est sous cette nouvelle identité que le village est établi comme borough le 15 mars 1826.
En 1890, le village ne possède que 1 853 habitants. L'activité forestière originale est remplacée par de nouvelles industries, qui lui permettent de progresser et de dépasser les 3 000 habitants dix ans plus tard. Mais c'est le chemin de fer qui allait donner son visage au lieu pour des dizaines d'années. En 1901, le New York Central décide d'établir ses ateliers à proximité à Avis. C'est 2 500 emplois qui sont dès lors annoncés, le stimulus nécessaire à l'établissement de tramways dans la commune.

## Historique du réseau

### Contexte
L'annonce de l'établissement des ateliers du New York Central à Avis, en mai 1901, avait agi comme une bombe sur le village. Des spéculateurs fonciers apparurent soudainement. Le journal local, le Herald, était racheté et passait d'une parution hebdomadaire à une sortie quotidienne. Mais avec cette soudaine fièvre, on se rendit bien vite compte que les routes étaient trop mauvaises et que les distances entre habitat et lieu de travail s'allongeaient. Un mois avant l'annonce de la construction des ateliers du chemin de fer, la proposition d'un tramway à traction électrique était faite. La ligne devait s'étendre en direction de Fort Antes pour se connecter à la gare du Sunbury and Erie. Lorsque ce chemin de fer avait été construit, les habitants du village s'étaient alors opposés à toute pénétration du chemin de fer sur leur terre, jugeant que le canal (en) répondait à leurs besoins de transport. Malheureusement, les inondations de 1899 sonnèrent le glas du canal et les habitants de Jersey Shore n'avaient plus que de très mauvaises routes boueuses pour rejoindre la gare du chemin de fer.

### Les débuts de la ligne
Le 4 avril 1901, le Jersey Shore Electric Railway était fondé pour 999 ans. La ligne proposée avait environ 6,5 kilomètres de long partait de la gare de Fort Antes, traversait les deux branches de la Susquehanna avant de desservir Jersey Shore par une boucle le long de Allegheny, Elm, Cementery et Main ou Broad Street. Malheureusement ce parcours se dirigeait à l'opposé des ateliers d'Oak Groove (Avis). Les habitants s'emparèrent du projet et convainquirent les dirigeants de la compagnie de modifier leur projet. La construction de la ligne commença le 2 mai 1902 et le 29 octobre 1903, les premiers tramways circulaient à Jersey Shore. L'inauguration officielle eut lieu le 12 novembre 1903 après les habituels parcours d'inspection.

### Exploitation
Toutefois, ce n'est que le 19 décembre 1903 que la compagnie reçoit l'autorisation de prolonger la ligne jusqu'à Avis. D'autres extensions sont demandées, parfois sur des territoires vierges de toute habitation. Malgré ces propositions, les tramways de Jersey Shore n'ont jamais eu plus de deux services. La ligne principale reliait Locust et South Main Street à Avis toutes les heures avec quelques renforts à la demi-heure aux heures de pointe. La seconde n'était qu'un service partiel, finissant dans Oak Street, au croisement de Cementery St. Une particularité du réseau était qu'il fonctionnait toute la nuit pour permettre aux ouvriers du chemin de fer de rejoindre leur travail à tout moment.
Le tramway assurait également quelques transports marchandises, comme des trains de ballast assurés dès 1904 pour paver les rues de la ville. Le dépôt était situé sur Depot Street (rue de la gare) et ses quatre voies suffisaient à abriter tout le parc. Une cinquième voie, à l'extérieur, permettait de stationner la motrice qui assurait le service de nuit. Lorsque le tramway fut mis en circulation, il acquit son courant de l'usine électrique, également située sur Depot Street, mise en service par la Jersey Shore Electric Co. En difficulté financière dès 1901, cette dernière fut acquise par les mêmes intérêts que le tramway.

### La fin du réseau
En 1923, la direction du tramway changea et passa sous la coupe de la Pennsylvania Power and Light Company. En 1925, elle commanda un audit qui concluait que, face à la baisse de fréquentation et à l'usure du matériel, un remplacement des tramways par des autobus était préférable. La compagnie n'en tint pas compte. Toutefois, les dirigeants autorisèrent, dès 1927, l'abandon des tramways. Deux citoyens locaux, Ernest A. Brown et L. Edward Scherer rachetèrent alors les actions de la compagnie. Deux tramways furent reconstruits pour assurer le service de base à moindre coût. Mais les évènements allaient précipiter la fin du réseau. C'est tout d'abord, un conflit avec les autorités locales à propos du repavement d'Allegheny Street en 1929. L'annonce, l'année suivante, de l'abandon des ateliers d'Avis par le New York Central allaient donner le coup de grâce. Les propriétaires votèrent l'abandon le 25 avril 1930. Approuvé par les autorités le 19 mai, le dernier tramway circula le lendemain.

## Le Matériel

### Motrices commerciales
Le Jersey Shore Electric posséda 18 voitures mais n'en commanda jamais aucune neuve. Certaines provenant de réseau à voie large durent être converties à la voie normale du réseau, ce qui ne manqua de provoquer quelques difficultés mécaniques. Il est également étonnant qu'un réseau avec un service de base demandant trois voitures ait eu un parc aussi important. La prise du travail aux ateliers de chemins de fer réclamait, le matin, de mettre plus de voitures en service. Les voitures supplémentaires, après avoir fait un parcours Jersey Shore - Avis, étaient garées là jusqu'à la fin du travail, où elles effectuaient le parcours inverse. Ce service semble ne pas avoir été assuré par les employés de la compagnie, mais par des ouvriers des ateliers.
- Les motrices 1, 2 et 3 sont les motrices originales de la ligne. On ne sait pas grand-chose d'elles, ni leur provenance, ni leur constructeur. Montées sur truck Lord Baltimore, les photos nous montrent des véhicules à l'allure assez spartiate. Elles étaient peintes dans un ton vert olive foncé.
- Les motrices 4, 5, 6 et 7 sont aussi arrivées en 1903. Supposées venir de Coney Island and Brooklyn (en), leur origine est plutôt à rechercher du côté du Yonkers Railroad (en) (série 29-60, 91-100), car le CI&B ne possédait pas de motrices de ce type. Mais l'arrangement des vitres (8 au lieu de 7 sur les motrices du Yonkers) laissent également planer un doute sur cette version. Construites par American Car (en) en 1893, elles sont montées sur trucks Peckham (une photo de la 7 en 1924 nous la montre sur truck Brill). Peintes en jaune.
- Les motrices 8 et 9 ont été construites par Laclede en 1892 pour le Third Avenue Railway (en) à New York. Ce sont, à l'origine des motrices à traction par câble. Converties à la traction électrique vers 1898 (série 201-400), Jersey Shore en acquit deux exemplaires en 1910. Montées également sur truck Peckham, elles étaient peintes en jaune. La 9 devint une voiture de service en 1928 et équipée d'un chasse-neige.
- La motrice 10 a été construite par Pullman en 1890 pour Duquesne Traction de Pittsburgh. En 1893, elle est revendue à Baltimore (Lake Roland Electric Railway). À l'origine, c'est une motrice à bogies à voie large. Elle est mise sur un truck à deux essieux en 1906, à Baltimore, puis revendue à Jersey Shore le 21 octobre 1911, où elle est mise à voie normale sur truck Lord Baltimore. Peinte en brun chocolat.
- La motrice 11 a été construite par Brill (n° de construction : 13448) en 1904 pour Atlantic City. Acquise en 1913, elle était la plus grande du réseau (44 places assises). Considérée comme trop gourmande en énergie, elle ne circulera que rarement à Jersey Shore et sera envoyée à Williamsport en 1924, où elle sera renumérotée 40. Peinte dans un ton jaune terne.
- Les motrices 12 et 13 sont des motrices en provenance de Williamsport. Ce réseau acheta plusieurs motrices à l'International Railway Company (en) de Buffalo, NY, à bogies et à 2 essieux. Deux motrices à bogies furent envoyées à Jersey Shore en 1914. Quoique relativement courtes pour des motrices à deux trucks (7,30 m), elles ne correspondaient pas aux besoins du réseau et furent renvoyées à Williamsport en 1917 et remplacées par 2 motrices à 2 essieux. Celles-ci étaient à l'origine des remorques. Transformées en motrices à Buffalo, elles reprirent les mêmes numéros 12 et 13. Construites par Brill en 1903, elles étaient peintes en jaune vif. La numéro 13 devint, par la suite, motrice de service.
- Les motrices 14, 15 et 16 furent acquises en 1912 auprès de la Philadelphia Rapid Transit Company (en) (nos 86, 939 et 942 de cette compagnie). Construites comme motrices ouvertes à 9 bancs, elles prirent les numéros 101 à 103 à Jersey Shore. Par la suite, elles seront reconstruites et closes entièrement pour l'exploitation à agent unique. Elles prendront alors les numéros 14 à 16. Peintes en vert foncé.

### Matériel de service
- Le réseau acheta un chasse-neige en 1905. L'origine en est inconnue. Il sera par la suite transformé (ou remplacé) en balayeuse à neige.
- Deux voitures de l'effectif seront au cours des années affectées, par transformation, au service : la 9, transformée en chasse-neige en 1928 et la 13, affectée aux manœuvres.
- Le réseau disposait également de quelque matériel affecté au transport de marchandises : six petites ballastières, affectées au transports de ballast lors du pavement des rues de la ville et, par la suite, d'un wagon plat à deux essieux.

## Sources